# 阿伯丁站

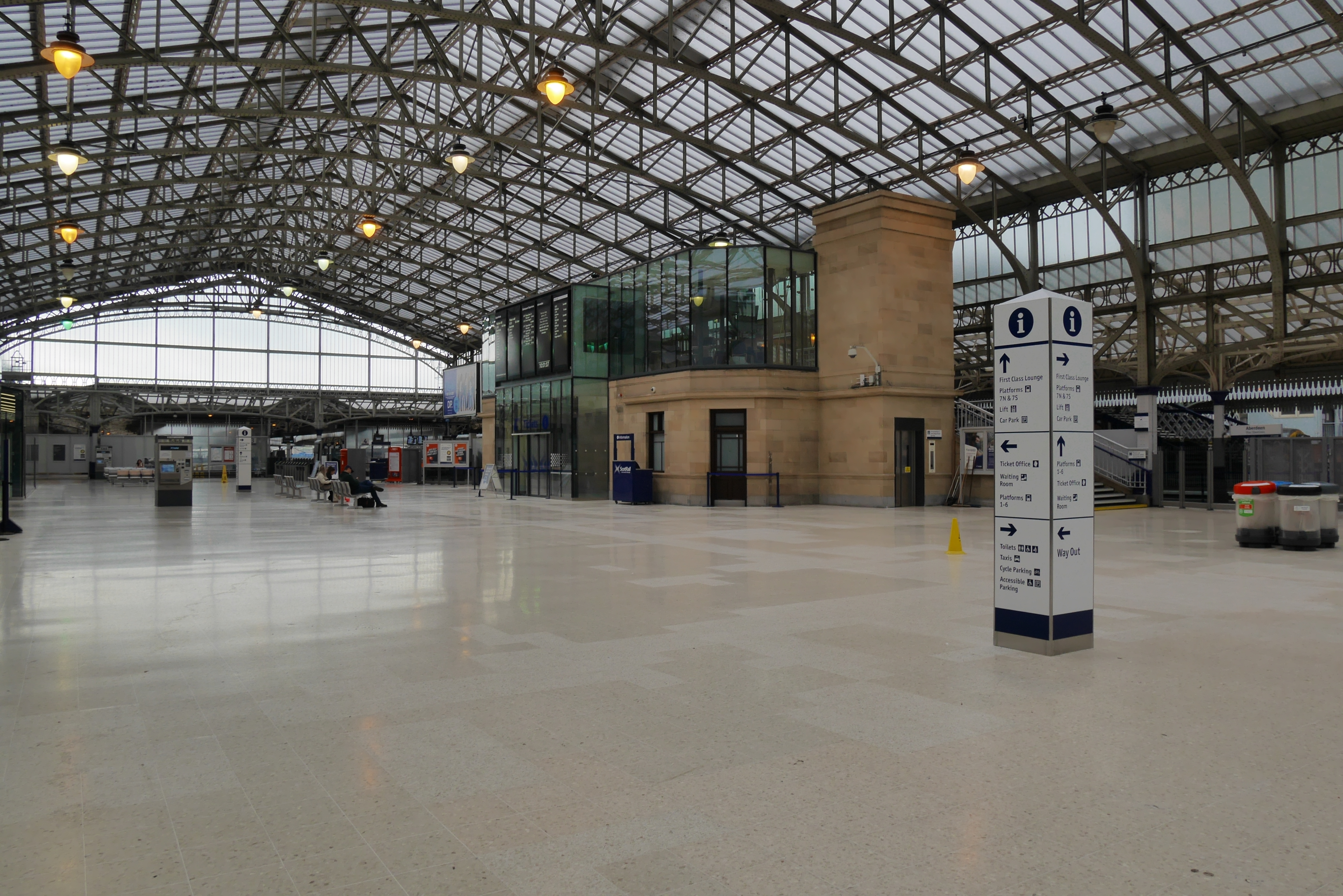
阿伯丁站

阿伯丁站（英語：Aberdeen railway station）是英國蘇格蘭城市阿伯丁的主要火車站，也是蘇格蘭格拉斯哥和愛丁堡以北最繁忙的車站。阿伯丁車站由蘇格蘭鐵路管理運營，但除了蘇格蘭鐵路之外，也有東海岸和英國縱貫鐵路的列車運行。